# 繭山順吉
繭山 順吉（まゆやま じゅんきち、1913年11月22日 - 1999年9月16日）は、日本の古美術商。東洋美術とくに中国の陶磁器を専門とした。昭和期に鑑賞古美術を日本に広めた美術商。株式会社繭山龍泉堂社長。

## 経歴

### 生い立ち
美術商の父・繭山松太郎、母・繭山みよの長男として富山県婦負郡八尾町（現・富山市のうち）に生まれる。小学校入学前まで両親と共に北京で生活した。北京の住居・店舗は国際的な美術商社である山中商会北京支社の真向かいに位置していたことから、美術品仕入れ取引の盛況を日々目の当たりにし、生涯にわたって 山中商会創立者の山中定次郎を尊崇し、師と仰いだ。

### 美術商
6歳で北京から東京へ一家で転居し、父繭山松太郎が最終的な家業の拠点と定めた京橋の地に順吉自身も終生暮らすこととなる。旧制中学・第一東京市立中学校卒業後、1931年（昭和6年）家業の古美術商繭山龍泉堂に入店する意思を固める。ひとつ屋根の下、数名の店員と寝食を共にして、父である繭山松太郎を「だんな」、母を「おかみさん」と呼ぶ修業生活が始まった。北京・上海・広東・香港などの仕入れに同行し中国の陶磁器の商売を学ぶ下積み生活は父松太郎の逝去まで続いた。 
1935年（昭和10年）、順吉21歳の時に父が急逝。それまでは父に同行していた中国の取引先へ単身向かうと、現地の同業者による歓迎会が催されるほどの歓待を受け、公平に仕入れの機会が与えられた。「北京かよい」と言われる当時の美術品取引が継続可能となり、繭山順吉は事業継承者の自覚を強くした。志と行動力を受け入れ、一人前として扱い、平等に仕入れをさせてくれた多くの中国の同業者に感銘を受けた。この体験は、出身国籍や年齢を含めた立場の違いに関わらず、商品に向き合う者に対して隔たりなく接する美術商・繭山順吉の姿勢の源である。その姿勢は、同業者や得意先、研究者への言動、及び、後年の東京美術倶楽部・東京美術商協同組合での同業者交換会に参加運営するにあたっての考え方に至るまで、全ての言動の軸となっていった。この時期には定窯白磁刻花蓮弁文輪花鉢、白定金彩瑞花文碗、紅定金銀彩牡丹文鉢等の中国の陶磁器を取り扱った。
繭山順吉の京橋での商売が軌道に乗り、東京から北京へ定期的に仕入れに出かけるようになった1940年（昭和15年）、北京で出逢った越智敏恵と、東京で結婚、2児の父となる。その後1943年（昭和18年）4月、出征。家族と店を日本に残して、かつて美術商として訪れていた中国大陸のその地に、戦場として足を踏み入れることとなった。

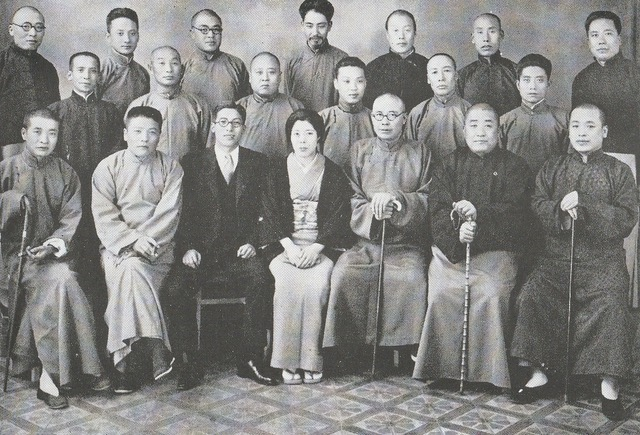
北京同業者歓迎会昭和10年。繭山順吉と母みよ

### 戦後
終戦の翌年1946年（昭和21年）１月に復員すると、戦火により消失した京橋の自宅店舗を、手に入る限りの簡素な建材で再建、復興途中の困難な状況下、日本に滞在する欧米人との取引きにより難局を凌いだ。この時期に来店した欧米の蒐集家、研究者と接点を持ったことは、生涯憧れ目標とした山中商会の「美術商は国際的でなければならない」という信条と重なり、繭山順吉の背中を押した。1950年に初めて米国を訪問し、それ以降も在外の日本人や戦後復興期から交流を深めた研究者と蒐集家を訪ね、継続して欧米各国の美術を視察し、その著書にまとめていった。この時の経験を自らに留めず、広く社会に共有したのは、日本における美術鑑賞の概念を万人に開かれたものにする、ひいては鑑賞美術の水準を引き上げるという、使命感があったためである。蒐集家・文化人と陶磁研究者の交流は鑑賞陶磁の啓発にはなくてはならないものと考え、双方に明るい美術商の立場から勉強会座談会の開催に協力し、戦後には珍しかった中国陶磁の展覧会の開催へとつなげる活動を公益財団法人日本陶磁協会の初代理事の一員として継続して行った。作家川端康成氏と親交を深めたのはこの頃である。
戦後、米国における日本美術、絵画・彫刻・陶磁器の流行によって高まった需要に応えて、海外に日本美術を紹介し、結果として自然に日本の古美術の取引量も増加していった。米国での美術催事や百貨店での売り立ても行った。日本美術の国際的な評価の高まりとともに、日本人美術商の「日本文化を紹介する」という役割を請け負い美術品を通して両国の親善に務め、民間文化外交官のような役目を果たした。
1960年41歳のとき、京橋の店舗自宅を鉄筋コンクリートに改築する。美術品を鑑賞することを第一に考えた順吉の構想が、建築家・東畑謙三の設計により建築として具現化された。店舗と住まいを合わせた建物は、北京時代から順吉が慣れ親しんだ商家の在り方であり、日夜問わず顧客に対応するために欠かせない要件であった。1980年代まで７人家族と共に常時1名から4名ほどの店員が寝起きする大所帯であった。
日本における中国陶磁に対する鑑識眼が養われるにつれ、仕入れた商品を自身の愛玩対象として秘蔵する業者も少なくなかったなか、順吉は「商人」として伝えることに徹した。このことは、「私どもは商人という立場を守って蒐集した品々は全部お客様にご紹介申し上げた」「時にはよいものは手放したくないという思いにかられることもあるが、それよりよいものをよいお客様にお願いする事の方が商人として正しい道だと思い、むしろお客様をえらんでお願いしてきた」という、後年の著書に記され、強い志を伴って行われていた。そのため、扱った美術品が展示され、さらに寄贈されるなど、鑑賞陶磁器を代表する作品として国宝・重要文化財の指定を受けることに誇りを感じていた。取扱い品が収蔵された美術館は東京国立博物館、大和文華館、MOA美術館、大阪市立東洋陶磁美術館、五島美術館などがある。この時期に手掛けた品には「玳玻天目花文茶碗」「白磁蟠龍文博山爐」「三彩貼花文鳳首瓶」「はにわ武装男子像」などに代表される。

### 晩年
1976年（昭和51年）に株式会社繭山龍泉堂の社長職を退くと、自らが指針となり後進に伝えるための執筆活動や講演活動に専念する。それまでの人生や経験をまとめていく作業に多くの時間を割いた。昭和54年には藍綬褒章に推挙されるなど、その業績が評価される。1994年（平成6年）に株式会社繭山龍泉堂会長職に就任、1999年（平成11年）に自らが、その在り方への志を構想に込めた店舗自宅にて静かに息を引き取った。順吉が想いを注いだ店舗自宅の建築は、戦後復興の象徴としての評価を受けて2019年に国の登録有形文化財として登録された。

## 栄典・栄誉
- 紺綬褒章、藍綬褒章

## 年譜
- 1913年（大正2年）11月22日 - 富山県八尾町に父繭山松太郎、母繭山みよの長男として生まれる。
- 1931年（昭和6年） - 第一東京市立中学校（現九段高校）卒業。
- 1932年（昭和6年） - 古美術商繭山龍泉堂入店。
- 1935年（昭和10年） - 父繭山松太郎死去により繭山龍泉堂代表に就任。
- 1940年（昭和15年） - 愛媛県、越智豊磨長女、越智敏恵と結婚。
- 1943年（昭和18年） - 召集、中支出征。
- 1946年（昭和21年） - 復員、再就職。
- 1949年（昭和24年） - 株式会社東京美術倶楽部取締役就任（昭和52年5月辞任）。
- 1950年（昭和25年） - アメリカ合衆国を初訪問、各地美術館を視察。
- 1951年（昭和26年） - 東京美術商協同組合理事長に就任（昭和30年1月辞任、昭和35年1月同組合顧問に就任）。
- 1953年（昭和28年） - 紺綬褒章授与さる。
- 1957年（昭和32年） - 欧州各国を初訪問、各地美術館を視察。
- 1960年（昭和35年） - 京橋２丁目の自宅本社新築開店。
- 1962年（昭和37年） - ニューヨークにホリス・アンド・マユヤマカンパニー設立（3年間継続）。
- 1965年（昭和40年） - 繭山龍泉堂を株式会社とし初代代表取締役社長に就任。
- 1969年（昭和44年） - 重ねて紺綬褒章飾版授与さる。
- 1976年（昭和51年） - 株式会社繭山龍泉堂社長を退く。
- 1979年（昭和54年） - 藍綬褒章授与さる。
- 1994年（平成6年） - 株式会社繭山龍泉堂会長に就任。
- 1999年（平成11年）9月16日 - 自宅にて逝去。